# Iñaki Bea Jauregi
Iñaki Bea Jauregi, (nascut el 27 de juny de 1978 a Amurrio), és un exfutbolista professional basc que jugava com a defensa central.